# Moge c. Moge
Moge c. Moge  est un arrêt de principe de la Cour suprême du Canada rendu en 1992 où la Cour a considérablement restreint la capacité d'un tribunal de mettre fin aux paiements de pension alimentaire. 
Il s'agit d'une décision charnière pour les droits des femmes, car elle protège les femmes ayant peu d'expérience professionnelle contre le dénuement lorsqu'elles divorcent.

## Les faits
Andrzej et Zofia Moge, un couple d'origine polonaise, se sont séparés en 1973 et ont finalement divorcé. Zofia avait été femme au foyer pendant toute la durée du mariage et avait éprouvé de nombreuses difficultés à trouver du travail une fois séparée. Elle a travaillé dans un hôtel en tant que femme de chambre, mais elle a finalement perdu son emploi. Andrzej versait une pension alimentaire pour enfants et une pension alimentaire pour conjointe à l'époque, mais une fois que Zofia a perdu son emploi, elle a demandé une augmentation de la pension alimentaire pour conjointe. Lorsque Zofia a trouvé un autre emploi, Andrzej a soumis une demande pour mettre fin à la pension alimentaire.

## Jugement de la Cour suprême
La question devant la Cour suprême était de savoir si le tribunal pouvait accorder une annulation de pension alimentaire au motif qu'elle n'avait pas été en mesure d'atteindre un niveau d'autosuffisance.
Le juge Claire L'Heureux-Dubé, au nom de la majorité, a jugé que les motifs d'annulation étaient insuffisants. Bien que la Loi sur le divorce ait l'« autosuffisance » comme l'un de ses objectifs, elle ne soumet pas le conjoint à une philosophie de « tout ou rien ». La juge L'Heureux-Dubé a plutôt proposé que les litiges en matière de pension alimentaire soient considérés du point de vue de la situation économique du créancier alimentaire à l'issue de la rupture du mariage.